# Марсело Ломба
Марсело Ломба до Насіменто (порт. Marcelo Lomba do Nascimento; нар. 18 грудня 1986, Ріо-де-Жанейро) — бразильський футболіст, воротар «Палмейраса».

## Клубна кар'єра

### «Фламенго»
Розпочав займатись футболом на юнацькому рівні у 2000 році у «Футбольному центрі Зіко» з рідного Ріо-де-Жанейро. Наступного року воротар продовжив навчання в академії «Фламенго».
На дорослому рівні дебютував 6 квітня 2008 року в матчі Ліги Каріоки проти «Васко да Гами». Гра завершилася з рахунком 2:2, а молодий воротар провів на полі всі 90 хвилин.
У 2009 році «Фламенго» став чемпіоном Бразилії, але Ломба за весь рік жодного разу не з'явився на полі, будучи третім воротарем команди. У 2010 році стан «рубро-негрос» залишив воротар Дієго, завдяки чому Марсело Ломба став дублером на той момент першого номера команди Бруно. Але в середині року вибухнув скандал — з'ясувалося, що Бруно був замішаний у вбивстві своєї коханки Елізи Самудіо. Згодом Бруно був засуджений і до закінчення слідства 8 липня «Фламенго» припинив дію контракту свого основного воротаря. Таким чином, 24-річний Марсело до кінця 2010 року став твердим гравцем основи одного з найпопулярніших клубів Бразилії. Марсело почав досить впевнено, але ближче до кінця чемпіонату припустився низки помилок, через що керівництво «Фламенго» вирішило віддати Ломбу в оренду, а на його місце знайти більш досвідченого воротаря.

### «Баїя»

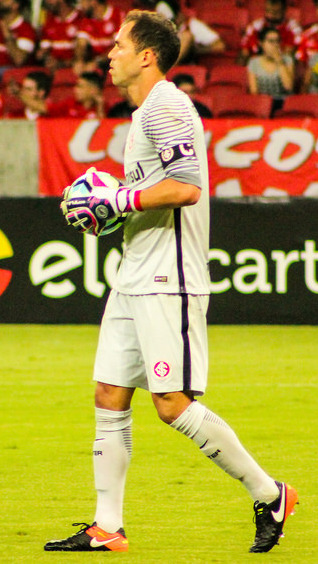
Марсело Ломба під час виступів за «Інтернасьйонал». 2017 рік.

15 травня 2011 року Ломба був відданий в оренду в «Баїю». Хоча команда фінішувала лише на 14 місці в Серії A, Марсело був визнаний найкращим воротарем чемпіонату за версією Globo, увійшовши до символічної збірної та отримавши Трофей Армандо Ногейри. Вигравши в 2011 році чемпіонат штату Баїя, 6 червня Марсело підписав із «триколірними» повноцінний контракт. Він був твердим гравцем основи у 2012—2014 роках. 17 березня 2013 року зіграв за «Баїю» 100-й матч (з урахуванням усіх турнірів). У 2014 році вдруге став чемпіоном штату, а 1 жовтня у грі Південноамериканського кубка проти клубу «Універсідад Сесар Вальєхо» капітан «Баї» Марсело Ломба зіграв за команду 200-й матч.
У січні 2015 року Ломба відправився в оренду на рік у «Понте-Прету», що виступала в Серії A («Баїя» за підсумками минулорічної першості опустилася до Серії B). У команді з Кампінаса він був твердим гравцем основи. Після повернення в Салвадор у 2016 році знову зайняв місце в основі «Баї», яка продовжувала виступати в Серії B.

### «Інтернасьйонал»
14 липня 2016 року Марсело був придбаний «Інтернасьйоналом», який, до того ж, віддав «трьохколірним» Муріела. В «Інтері» Ломба став дублером Даніло Фернандеса. До кінця року новачок команди з Порту-Алегрі провів шість матчів у чемпіонаті Бразилії, за підсумками якого «колорадос» уперше у своїй історії залишили елітний дивізіон. У 2018 році в Серії B Фернандес залишився першим номером, тоді як Ломба з'являвся на полі в матчах чемпіонату штату Ріу-Гранді-ду-Сул, Прімейра-ліги та Кубка Бразилії, а команді вдалося вирішити завдання щодо повернення в еліту.
У 2018 році Марсело Ломба через травми Фернандеса поступово став основним воротарем «Інтернасьонала». Його впевнена гра дозволила команді фінішувати у зоні Кубка Лібертадорес (3-тє місце). Сам Марсело увійшов до символічної збірної чемпіонату Бразилії за версією Globo та КБФ — він став найкращим воротарем турніру.

### «Палмейрас»
У грудні 2021 року Ломба підписав однорічний контракт з «Палмейрасом». На початку наступного року поїхав з командою на клубний чемпіонат світу 2021 року в ОАЕ, де бразильці стали фіналістами турніру, втім сам Ломба був дублером Вевертона і на поле не виходив.

## Міжнародна кар'єра
У 2000—2001 роках викликався до збірної Бразилії для гравців не старше 15 років, а в 2003 році у складі збірної до 17 років став юнацьким чемпіоном світу. Однак на турнірі у Фінляндії Ломба був резервним воротарем і на полі не з'являвся.

## Титули та досягнення

### Командні
- Чемпіон штату Ріо-де-Жанейро (2): 2008, 2009
- Чемпіон штату Баїя (1): 2012, 2014
- Чемпіон Бразилії (1): 2009
- Віце-чемпіон Бразилії (1): 2020
- Фіналіст Кубка Бразилії (1): 2019
- Чемпіон штату Сан-Паулу (2): 2022
- Володар Рекопи Південної Америки (1): 2022
- Володар Суперкубка Бразилії (1): 2023

Збірні
- Чемпіон світу (U-17): 2003

### Особисті
- Найкращий воротар чемпіонату Бразилії (за версією Globo та КБФ) (1): 2018
- Учасник символічної збірної Ліги Баіяно (2): 2012, 2014
- Володар Трофея Армандо Ногейри (найкращий воротар чемпіонату Бразилії за версією Globo) (1): 2011